# Congrès arménien d'Erzurum
Le congrès arménien d'Erzurum est le 8e congrès international de la Fédération révolutionnaire arménienne (FRA) qui s'est tenu de fin juillet 1914 au 2 août de la même année à Erzurum. Il est connu pour avoir vu les représentants du parti Union et Progrès présents au congrès, solliciter la FRA (alors le principal mouvement arménien aussi bien dans l'Empire ottoman que dans l'Empire russe) pour organiser une rébellion arménienne contre le tsar afin de faciliter une éventuelle invasion ottomane de la Transcaucasie,.